# 杨国宇
杨国宇（1914年9月—2000年4月27日），男，四川仪陇人，中国人民解放军开国少将。

## 生平
杨国宇是四川省仪陇县大仪镇人。1933年7月参加中国工农红军，1935年5月加入中国共产主义青年团，同年8月转入中国共产党。第一次国共内战时期，历任红四方面军总部宣传员、红三十一军九十一师二七四团排长、红四方面军总部军部译电员等职，参加了川陕苏区反“围攻”作战，田水堡战役、山城堡战役等战役以及二万五千里长征。
1937年七七事变后，援西军改为八路军一二九师，他跟随刘伯承、邓小平首长做机要工作，历任译电组长、科长，随部队参加了七亘村战斗、马山村战斗、神头岭战斗、香固城战斗、响堂铺战斗、百团大战以及白晋路破袭战役、平汉路破袭战役等战役、战斗。1944年入延安中央党校学习，参加了延安整风运动。
抗日战争胜利后，历任晋冀鲁豫军区司令部军政处长，中原军区司令部交通处长、运输司令部副政治委员等职。1949年2月，调任中国人民解放军第二野战军第十一军参谋长。他先后参加了蒙城战斗、侯马战斗、新绛战斗、曲沃战斗等战斗和邯郸战役、晋南战役、进军大别山、淮海战役、渡江战役、进军西南等战役。
中华人民共和国成立后，1950年3月被派驻胡宗南部队十八兵团兼任军事代表，负责收编和改造工作。同年10月，调任海军青岛基地参谋长。1956年9月入中国人民解放军军事学院海军系学习。1958年奉命组建海军训练基地，10月任该基地副司令员，1959年3月兼任该基地参谋长。文化大革命期间，1967年5月到1974年10月，被派往中华人民共和国第七机械工业部军管会任第一副主任，同钱学森一道参与领导航天工业、尖端武器的研制工作，保护科学家不受批斗。1975年3月被调回海军，历任海军副参谋长、参谋长、副司令员等职。1980年，在中国向南太平洋发射运载火箭试验中，担任副指挥。1985年任南极考察委员会副主任，参加了中国南极长城站落成典礼。
1987年离休后，曾任《中国当代海军》主编、《第二野战军史》编辑组副组长、长城学会副会长、中国干部学会副会长以及历史巨片《大决战》军事顾问等职。
1955年，获三级八一勋章、一级解放勋章。1961年晋升少将军衔。1988年获一级红星功勋荣誉章。是中共七大代表，第五、六届全国人民代表大会代表。
2000年4月27日，杨国宇在北京病逝，享年86岁。

## 著作
- 《刘伯承用兵要旨》
- 《刘邓麾下十三年》[3]